# Hohenzollern Alekszandra Fjodorovna orosz cárné
Alekszandra Fjodorovna orosz cárné, született Sarolta porosz királyi hercegnő (németül: Friederike Luise Charlotte Wilhelmine von Preußen, oroszul: императрица Алекса́ндра Фёдоровна; Berlin, 1798. július 13. – Carszkoje Szelo, 1860. november 1.) a Hohenzollern-házból származó porosz királyi hercegnő, I. Miklós orosz cárral kötött házassága révén 1825–1855 között Oroszország császárnéja.
III. Frigyes Vilmos porosz király és Lujza mecklenburg–strelitzi hercegnő negyedik gyermekeként, a későbbi I. Vilmos német császár testvéreként született. 1817-ben kötött szerelmi házasságot harmad-unokatestvérével, I. Sándor orosz cár második öccsével, Miklós nagyherceggel. Mivel a cárnak nem születtek gyermekei, és 1824-ben Konsztantyin – a cár legidősebb öccse – is lemondott trónigényéről, így Alekszandra férjére szállt a cárevicsi cím, 1825-ben pedig a cári korona.
Férjével való boldog kapcsolatából tíz gyermeke született, akik közül heten élték meg a felnőttkort. Gyermekei között van a későbbi II. Sándor orosz cár, valamint Olga württembergi királyné és Alekszandra hessen–kasseli hercegné is. 1860-ban, hatvankét éves korában hunyt el betegség következtében. A Romanovok hagyományos temetkezési helyén, a Péter–Pál-székesegyházban helyezték el.

## Ifjúkora
Sarolta 1798-ban született III. Frigyes Vilmos porosz király negyedik gyermekeként, a Hohenzollern-házba. Idősebb testvérei hamar meghaltak, így Sarolta lett a porosz uralkodócsalád legidősebb gyermeke.
Egész gyermekkorát meghatározták a napóleoni háborúk. Miután a porosz hadsereget a franciák megverték, Sarolta a családjával Kelet-Poroszországba menekült, ahol I. Sándor orosz cár pártfogásába kerültek. Miután Berlin Napóleon kezébe került, a család Klaipėda-ba költözött. 1810-ben, Sarolta 12 éves korában meghalt Lujza királyné, így Sarolta lett az első nő Poroszországban, mint özvegy édesapja legidősebb lánya.
1814-ben Miklós nagyherceg, Oroszország trónöröklési sorában a második ember és öccse, Mihail nagyherceg Berlinbe utaztak. Miklós és Sarolta házasságát már korábban eltervezték szüleik, azonban ők ketten most találkoztak először. A következő évben Miklós még egyszer ellátogatott Saroltához, és ez alkalommal egymásba szerettek. Bár harmadfokú unokatestvéri kapcsolat volt közöttük, Miklós már úgy utazott haza Oroszországba, hogy eljegyezte Saroltát. A házasságnak ugyan senki sem látta akadályát, de még közel két évet kellett várniuk, amíg összeházasodhattak.
1817 júniusában Sarolta bátyja társaságában érkezett meg Oroszországba. Szentpétervárott áttért az ortodox hitre és ennek megfelelően felvette az „Alekszandra Fjodorovna” nevet. Miklós és Sarolta 1817. július 13-án, Sarolta születésnapján házasodtak össze a Téli Palotában.

## A nagyhercegné, a cárné, az anyacárné

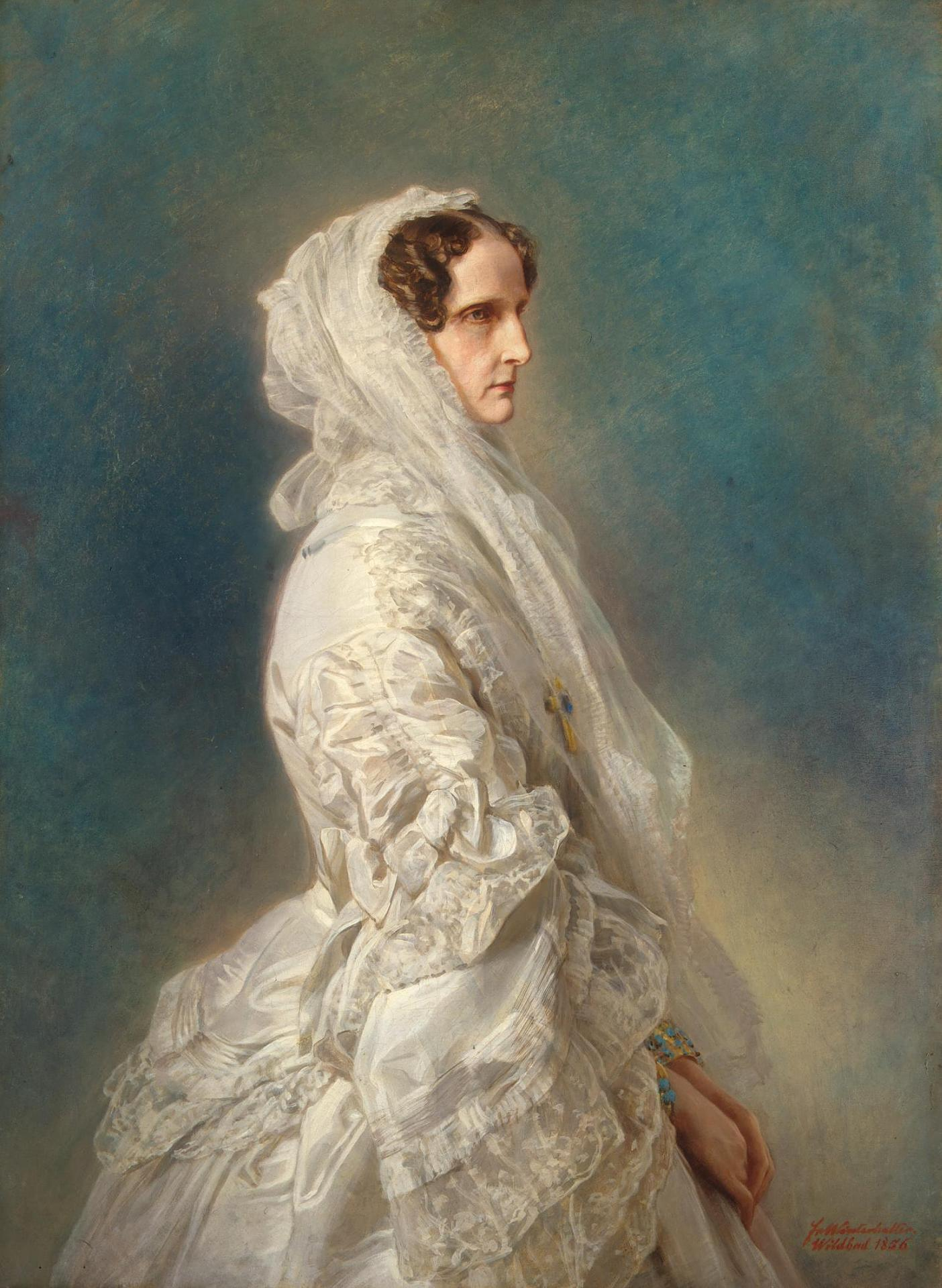
Winterhalter képe a cárnéról

Alekszandrának kezdetben problémái voltak az orosz udvarba való beilleszkedéssel, az orosz szokásokkal és az ortodox vallással. Ezekben az időkben anyósa, Marija Fjodorovna cárné és sógornője, Jelizaveta Alekszejevna cárné végig segítették és mellette álltak. Alekszandrának nagy nehézséget okozott az orosz nyelv elsajátítása és később sem beszélt tökéletesen oroszul. A család, hogy segítsék, németül beszélt a jelenlétében, és franciául írták hozzá a leveleket.
1818-ban megszületett Miklós és Alekszandra első gyermeke, Sándor, a későbbi II. Sándor. Egy évvel később egy lányuk született, Marija, majd 1820-ban egy újabb lánnyal gyarapodott a család. A kisbaba azonban koraszülött volt és meghalt. Alekszandra depresszióba esett, az orvosok pedig egy klímaváltoztatást javasoltak számára. Alekszandra hazautazott a családjához Berlinbe és egészen 1821-ig ottmaradt.
I. Sándor uralkodása alatt Miklós és Alekszandra visszavonultan, ámde boldogan éltek. 1825-ben Alekszandra megkapta sógorától, I. Sándortól ajándékba Peterhofot, mely később Alekszandra kedvenc nyári rezidenciája lett.
Bár I. Sándornak nem született gyermeke, Miklósnak igen kevés kilátása volt a trónra, lévén hogy ő csak a cár második öccse volt. 1824-ben azonban Miklós fiatalabb bátyja, Konsztantyin nagyherceg lemondott a cárevicsi címről, melyet így Miklós kapott meg.
1825 decemberében meghalt I. Sándor, helyét Miklós foglalta el, Alekszandrát pedig cárnévá koronázták. Ekkor a párnak már hét gyermeke volt, köztük két koraszülött kislánnyal.
Miklós nagyon szerette „Mouffy”-t, ahogy Alekszandrát becézte. Ennek ellenére, amikor Alekszandrának az orvosok megmondták, hogy gyenge szíve miatt kerülnie kell a szexuális együttléteket, Miklósnak huszonöt év hűség után szeretője lett. Varvara Nyelidova Alekszandra udvarhölgyeként szolgált az udvarban, és különös módon ő meg a cárné remekül kijöttek egymással – Alekszandra, miután Varvara Miklós szeretője lett, felolvasónővé nevezte ki őt.
Alekszandrának igen törékeny egészsége volt, ezért az orvosok azt javasolták, tartózkodjon többet melegebb éghajlaton. Miklós ezért építtette fel Alekszandrának a Krímben az Oreanda Palotát 1837-ben.
Alekszandra 1854-ben súlyos beteg lett, ám nem ő, hanem férje távozott el az élők sorából, 1855. március 2-án.

## Személyisége és gyermekei
Alekszandra magas, karcsú nő volt, igazi királynői megjelenéssel. Kedvelte a zenét, a táncot, a szép ruhákat. Mindig divatosan és elegánsan öltözködött, előnyben részesítve a világosabb színeket. Szerette a bálokat, a csillogást és a pompát, de népe dolgaival nem igazán foglalkozott.
Abban az időben, melyben ő élt, egy nőtől azt várták el, hogy kellemes modorú, szórakoztató és csinos legyen. Alekszandra tökéletesen megfelelt ezen elvárásoknak. Nem volt túl eszes és meglehetősen rossz memóriával rendelkezett. Lady Londonderry, egy angol nemesi hölgy a következőket írta a cárnéról: „azalatt a húsz év alatt, míg ebben az országban tartózkodott, rengeteg boldogságban volt része, és soha senkit sem sértett meg.” Rajongott a férjéért, aki mindent megtett, hogy boldognak és elégedettnek lássa őt; és Alekszandra így uralkodhatott az egész udvar felett.
Alekszandra egész életében betegségekkel küszködött, ugyanis igen gyenge egészsége volt. Nehezen viselte a rideg és kemény orosz időjárást, ezért ősszel és télen rendszeresen Nyugat-Európába utazott.

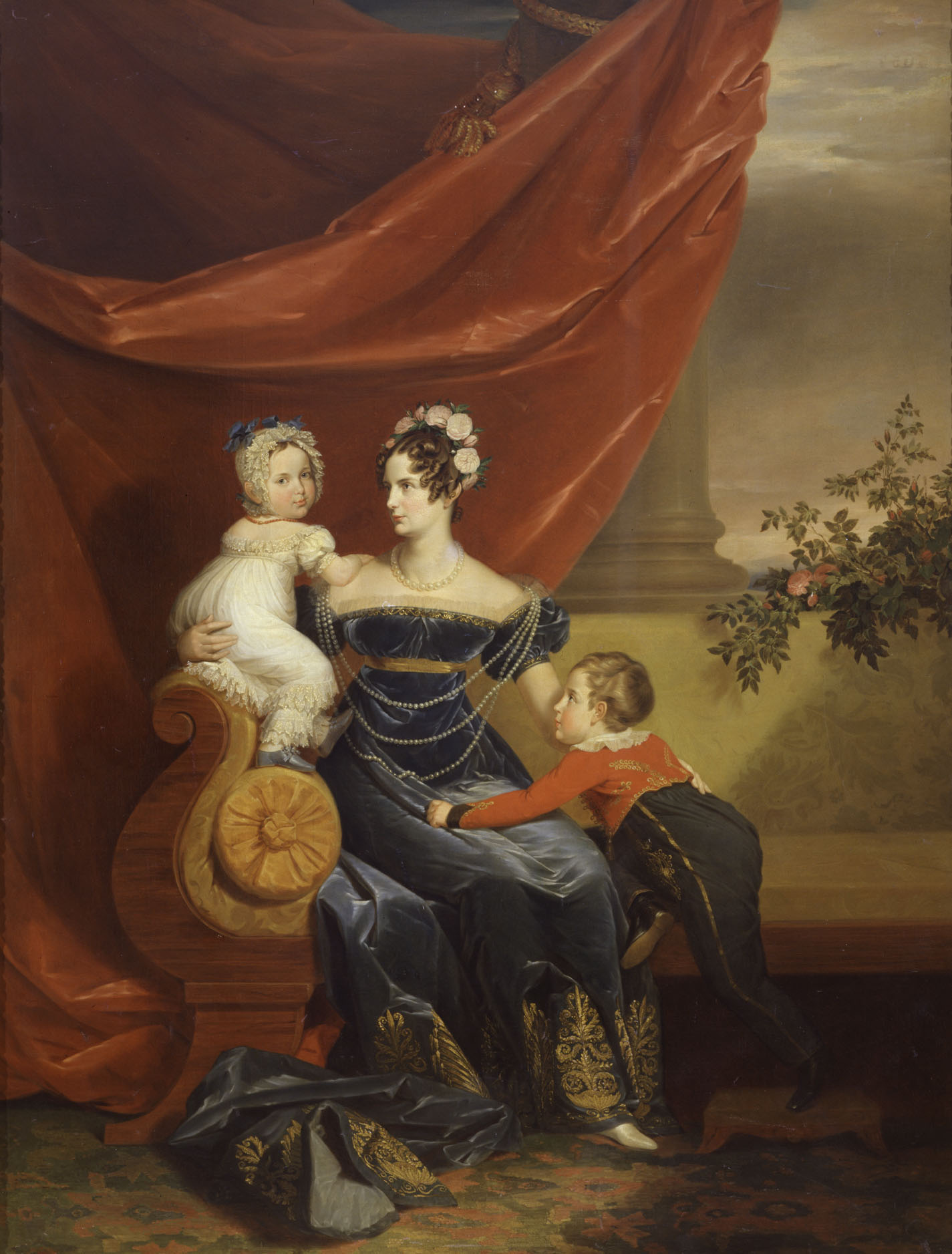
A cárné Sándorral és Máriával az 1820-as években

Alekszandrának és Miklósnak tíz gyermeke született, azonban ebből két kislány koraszülött volt és hamar meghaltak:
- Alekszandr Nyikolajevics (1818–1881), a későbbi II. Sándor cár
- Marija Nyikolajevna (1819–1876), később Maximilien de Beauharnais leuchtenbergi herceg felesége.
- koraszülött lány (1820. július 22.)
- Olga Nyikolajevna (1822–1892), Károly württembergi trónörökössel kötött házassága révén 1864-től Württemberg királynéja
- koraszülött lány (1823. október 23.)
- Alekszandra Nyikolajevna (1825–1844), Frigyes Vilmos hessen–kasseli trónörökös herceggel kötött házassága révén Hessen-Kassel őrgrófnéja.
- Jelizaveta Nyikolajevna (1826–1829), meghalt hároméves korában
- Konsztantyin Nyikolajevics (1827–1892)
- Nyikolaj Nyikolajevics (1831–1891)
- Mihail Nyikolajevics (1832–1909)

## Halála
Férje halála után Alekszandra visszavonult a Carszkoje Szeló-i Sándor-palotába, az immár barátnőjének számító Varvara társaságában.
Alekszandra egészsége miatt nem tölthette a teleket Oroszországban, így ilyenkor mindig családjához utazott, Poroszországba. 1860-ban az orvosok közölték vele, hogy ha a tél folyamán Oroszországban marad, meghal. A veszély tudatában, Alekszandra mégis Szentpéterváron maradt. Amint az idő keményebbre fordult, az orvosok jóslata beteljesült. A halál álmában érte Alekszandrát, 1860. november 1-jén.